# 弗拉迪米尔·舒伊斯特
弗拉迪米尔·舒伊斯特（1972年5月26日—），克罗地亚男子手球运动员。他曾代表克罗地亚国家队参加1996年夏季奥林匹克运动会手球比赛，获得一枚金牌。